# Pac-Man Plus
Pac-Man Plus è un videogioco arcade, quarto capitolo della serie Pac-Man, anche se non viene considerato un sequel a tutti gli effetti bensì un aggiornamento del Pac-Man originale, che lo rende generalmente più veloce e difficile, rivolto soprattutto a chi era già esperto dell'originale. Venne pubblicato dalla Bally Midway nel 1982, senza l'autorizzazione di Namco (autrice originale di Pac-Man), come già era successo con Ms. Pac-Man.
Era venduto come kit di conversione delle macchine esistenti di Pac-Man e Ms. Pac-Man, alle quali veniva modificato solo parte dell'hardware per ottenere Pac-Man Plus. Era il primo kit legale per Pac-Man, e anche in assoluto la prima modifica di questo tipo a essere legale e di ampia diffusione; dal 1982, infatti, aziende indipendenti avevano iniziato a produrre potenziamenti non ufficiali per videogiochi arcade, ma i produttori originali avevano ottenuto in tribunale di farli dichiarare illegali.
Pac-Man Plus è l'unico gioco della serie arcade classica di Pac-Man che non venne mai convertito ufficialmente per altre piattaforme dei suoi tempi; apparve solo molti anni dopo come gioco per cellulari e in alcuni modelli delle console dedicate Namco Plug & Play.

## Modalità di gioco
Pac-Man Plus è del tutto simile al primo Pac-Man, a parte qualche cambiamento nella meccanica del gioco creato ad hoc per vanificare ogni percorso e strategia fissa utilizzabile nella prima versione. Lo scopo del gioco rimane quindi lo stesso: ripulire il labirinto da ogni pallina evitando il contatto con i fantasmi che pattugliano i vari percorsi.
Fra i cambiamenti più importanti troviamo il labirinto verde anziché blu, sebbene la forma rimanga identica, e l'introduzione di nuovi oggetti bonus (come per esempio una lattina di Coca-Cola) che vanno ad aggiungersi alla frutta delle prime versioni. Ora questi oggetti appaiono casualmente al centro del labirinto e non hanno solo la funzione di aumentare il punteggio, ma a volte fanno anche da power-up, rendendo i fantasmi temporaneamente vulnerabili a Pac-Man come le palline speciali, ma rispetto a queste i fantasmi mangiati valgono punteggio doppio.
Un altro cambiamento di minore importanza è nella forma che assumono i fantasmi quando Pac-Man è sotto l'effetto dei power-up: oltre a diventare blu gli spunta un picciolo con fogliolina sulla testa, come se fossero frutti da mangiare.

### Effetti casuali
Un'altra modifica importante nella meccanica di gioco riguarda l'introduzione di piccoli comportamenti anomali generati casualmente dal gioco quando vengono mangiati i power-up. Gli effetti speciali possono essere i seguenti:
- Diventano blu, quindi vulnerabili, soltanto tre dei fantasmi. Il quarto, scelto a caso, rimane letale, ma cambia comunque direzione appena si mangia il power-up, smettendo eventualmente per un momento di inseguire Pac-Man.
- Le pareti del labirinto diventano temporaneamente invisibili.
- I fantasmi diventano invisibili finché sono blu.

Nei livelli più avanzati inoltre le pareti del labirinto diventano invisibili in modo permanente.